# CSI: Miami (seizoen 5)
Het 5e seizoen van de Thriller Crime Scene Investigation Miami werd uitgezonden (in Amerika) van 18 september 2006 tot en met 14 mei 2007.
In Nederland werd dit seizoen van de serie door RTL 5 uitgezonden en dit gebeurde een half jaar later. Het vijfde seizoen bestond uit 24 afleveringen die allen ongeveer 45 minuten duren. De laatste drie afleveringen van het vorige Seizoen en de eerste aflevering van dit seizoen vormen samen een grote aflevering. Evenals aflevering 14 en 15, die samen ook een grotere aflevering vormen. De hoofdrollen worden gespeeld door David Caruso, Emily Procter, Adam Rodriguez, Khandi Alexander, Jonathan Togo, Rex Linn en Eva LaRue.
De dvd van het vierde seizoen werd op 31 oktober 2006 uitgegeven in Amerika, Canada en Bermuda, op 15 oktober 2007 werd de dvd ook in Europa, en dus Nederland, uitgegeven.

## Rolverdeling
| Acteur           | Personage         | per aflevering                             | per aflevering                             | per aflevering                             | per aflevering                             | per aflevering                             | per aflevering                             | per aflevering                             | per aflevering                             | per aflevering                             | per aflevering                             | per aflevering                             | per aflevering                             | per aflevering                             | per aflevering                             | per aflevering                             | per aflevering                             | per aflevering                             | per aflevering                             | per aflevering                             | per aflevering                             | per aflevering                             | per aflevering                             | per aflevering                             | per aflevering                             | per aflevering |
| Acteur           | Personage         | 1e                                         | 2e                                         | 3e                                         | 4e                                         | 5e                                         | 6e                                         | 7e                                         | 8e                                         | 9e                                         | 10e                                        | 11e                                        | 12e                                        | 13e                                        | 14e                                        | 15e                                        | 16e                                        | 17e                                        | 18e                                        | 19e                                        | 20e                                        | 21e                                        | 22e                                        | 23e                                        | 24e                                        |                |
| ---------------- | ----------------- | ------------------------------------------ | ------------------------------------------ | ------------------------------------------ | ------------------------------------------ | ------------------------------------------ | ------------------------------------------ | ------------------------------------------ | ------------------------------------------ | ------------------------------------------ | ------------------------------------------ | ------------------------------------------ | ------------------------------------------ | ------------------------------------------ | ------------------------------------------ | ------------------------------------------ | ------------------------------------------ | ------------------------------------------ | ------------------------------------------ | ------------------------------------------ | ------------------------------------------ | ------------------------------------------ | ------------------------------------------ | ------------------------------------------ | ------------------------------------------ | -------------- |
| David Caruso     | Horatio Caine     | Gehele seizoen                             | Gehele seizoen                             | Gehele seizoen                             | Gehele seizoen                             | Gehele seizoen                             | Gehele seizoen                             | Gehele seizoen                             | Gehele seizoen                             | Gehele seizoen                             | Gehele seizoen                             | Gehele seizoen                             | Gehele seizoen                             | Gehele seizoen                             | Gehele seizoen                             | Gehele seizoen                             | Gehele seizoen                             | Gehele seizoen                             | Gehele seizoen                             | Gehele seizoen                             | Gehele seizoen                             | Gehele seizoen                             | Gehele seizoen                             | Gehele seizoen                             | Gehele seizoen                             |                |
| Emily Procter    | Calleigh Duquesne | Gehele seizoen                             | Gehele seizoen                             | Gehele seizoen                             | Gehele seizoen                             | Gehele seizoen                             | Gehele seizoen                             | Gehele seizoen                             | Gehele seizoen                             | Gehele seizoen                             | Gehele seizoen                             | Gehele seizoen                             | Gehele seizoen                             | Gehele seizoen                             | Gehele seizoen                             | Gehele seizoen                             | Gehele seizoen                             | Gehele seizoen                             | Gehele seizoen                             | Gehele seizoen                             | Gehele seizoen                             | Gehele seizoen                             | Gehele seizoen                             | Gehele seizoen                             | Gehele seizoen                             |                |
| Adam Rodriguez   | Eric Delko        | Gehele seizoen                             | Gehele seizoen                             | Gehele seizoen                             | Gehele seizoen                             | Gehele seizoen                             | Gehele seizoen                             | Gehele seizoen                             | Gehele seizoen                             | Gehele seizoen                             | Gehele seizoen                             | Gehele seizoen                             | Gehele seizoen                             | Gehele seizoen                             | Gehele seizoen                             | Gehele seizoen                             | Gehele seizoen                             | Gehele seizoen                             | Gehele seizoen                             | Gehele seizoen                             | Gehele seizoen                             | Gehele seizoen                             | Gehele seizoen                             | Gehele seizoen                             | Gehele seizoen                             |                |
| Khandi Alexander | Alexx Woods       | Gehele seizoen                             | Gehele seizoen                             | Gehele seizoen                             | Gehele seizoen                             | Gehele seizoen                             | Gehele seizoen                             | Gehele seizoen                             | Gehele seizoen                             | Gehele seizoen                             | Gehele seizoen                             | Gehele seizoen                             | Gehele seizoen                             | Gehele seizoen                             | Gehele seizoen                             | Gehele seizoen                             | Gehele seizoen                             | Gehele seizoen                             | Gehele seizoen                             | Gehele seizoen                             | Gehele seizoen                             | Gehele seizoen                             | Gehele seizoen                             | Gehele seizoen                             | Gehele seizoen                             |                |
| Jonathan Togo    | Ryan Wolfe        | Gehele seizoen                             | Gehele seizoen                             | Gehele seizoen                             | Gehele seizoen                             | Gehele seizoen                             | Gehele seizoen                             | Gehele seizoen                             | Gehele seizoen                             | Gehele seizoen                             | Gehele seizoen                             | Gehele seizoen                             | Gehele seizoen                             | Gehele seizoen                             | Gehele seizoen                             | Gehele seizoen                             | Gehele seizoen                             | Gehele seizoen                             | Gehele seizoen                             | Gehele seizoen                             | Gehele seizoen                             | Gehele seizoen                             | Gehele seizoen                             | Gehele seizoen                             | Gehele seizoen                             |                |
| Rex Linn         | Frank Tripp       | Gehele seizoen                             | Gehele seizoen                             | Gehele seizoen                             | Gehele seizoen                             | Gehele seizoen                             | Gehele seizoen                             | Gehele seizoen                             | Gehele seizoen                             | Gehele seizoen                             | Gehele seizoen                             | Gehele seizoen                             | Gehele seizoen                             | Gehele seizoen                             | Gehele seizoen                             | Gehele seizoen                             | Gehele seizoen                             | Gehele seizoen                             | Gehele seizoen                             | Gehele seizoen                             | Gehele seizoen                             | Gehele seizoen                             | Gehele seizoen                             | Gehele seizoen                             | Gehele seizoen                             |                |
| Eva LaRue        | Natalia Boa Vista | Gehele seizoen                             | Gehele seizoen                             | Gehele seizoen                             | Gehele seizoen                             | Gehele seizoen                             | Gehele seizoen                             | Gehele seizoen                             | Gehele seizoen                             | Gehele seizoen                             | Gehele seizoen                             | Gehele seizoen                             | Gehele seizoen                             | Gehele seizoen                             | Gehele seizoen                             | Gehele seizoen                             | Gehele seizoen                             | Gehele seizoen                             | Gehele seizoen                             | Gehele seizoen                             | Gehele seizoen                             | Gehele seizoen                             | Gehele seizoen                             | Gehele seizoen                             | Gehele seizoen                             |                |
| Sofia Milos      | Yelina Salas      | Gehele seizoen als gastrol, geen vaste rol | Gehele seizoen als gastrol, geen vaste rol | Gehele seizoen als gastrol, geen vaste rol | Gehele seizoen als gastrol, geen vaste rol | Gehele seizoen als gastrol, geen vaste rol | Gehele seizoen als gastrol, geen vaste rol | Gehele seizoen als gastrol, geen vaste rol | Gehele seizoen als gastrol, geen vaste rol | Gehele seizoen als gastrol, geen vaste rol | Gehele seizoen als gastrol, geen vaste rol | Gehele seizoen als gastrol, geen vaste rol | Gehele seizoen als gastrol, geen vaste rol | Gehele seizoen als gastrol, geen vaste rol | Gehele seizoen als gastrol, geen vaste rol | Gehele seizoen als gastrol, geen vaste rol | Gehele seizoen als gastrol, geen vaste rol | Gehele seizoen als gastrol, geen vaste rol | Gehele seizoen als gastrol, geen vaste rol | Gehele seizoen als gastrol, geen vaste rol | Gehele seizoen als gastrol, geen vaste rol | Gehele seizoen als gastrol, geen vaste rol | Gehele seizoen als gastrol, geen vaste rol | Gehele seizoen als gastrol, geen vaste rol | Gehele seizoen als gastrol, geen vaste rol |                |

## Afleveringen
| Nr. | Titel aflevering         | Geregisseerd door | Geschreven door                   | Uitzenddatum VS   | Uitzenddatum Nederland |
| --- | ------------------------ | ----------------- | --------------------------------- | ----------------- | ---------------------- |
| 1   | "Rio" (deel 4)           | Joe Chappelle     | Sunil Nayar                       | 18 september 2006 | 16 januari 2007        |
| 2   | "Going Under"            | Matt Earl Beesley | Marc Dube & John Haynes           | 25 september 2006 | 23 januari 2007        |
| 3   | "Death Pool 100"         | Sam Hill          | Ann Donahue & Elizabeth Devine    | 2 oktober 2006    | 6 maart 2007           |
| 4   | "If Looks Could Kill"    | Scott Lautanen    | Ildy Modrovich & Barry O'Brien    | 9 oktober 2006    | 13 maart 2007          |
| 5   | "Death Eminent"          | Eagle Egilsson    | Corey Miller & Brian Davidson     | 16 oktober 2006   | 20 maart 2007          |
| 6   | "Curse of the Coffin"    | Joe Chappelle     | Sunil Nayar & Krystal Houghton    | 23 oktober 2006   | 27 maart 2007          |
| 7   | "High Octane"            | Sam Hill          | Marc Dube                         | 6 november 2006   | 10 april 2007          |
| 8   | "Darkroom"               | Karen Gaviola     | John Haynes                       | 13 november 2006  | 17 april 2007          |
| 9   | "Going Going Gone"       | Matt Earl Beesley | Elizabeth Devine                  | 20 november 2006  | 24 april 2007          |
| 10  | "Come As You Are"        | Joe Chappelle     | Brian Davidson                    | 27 november 2006  | 1 mei 2007             |
| 11  | "Backstabbers"           | Gina Lamar        | Barry O'Brien                     | 11 december 2006  | 4 mei 2007             |
| 12  | "Internal Affairs"       | Scott Lautanen    | Corey Miller                      | 8 januari 2007    | 11 mei 2007            |
| 13  | "Throwing Heat"          | Joe Chappelle     | Krystal Houghton                  | 22 januari 2007   | 18 mei 2007            |
| 14  | "No Man's Land" (deel 1) | Scott Lautanen    | Dominic Abeyta                    | 5 februari 2007   | 25 mei 2007            |
| 15  | "Man Down" (deel 2)      | Karen Gaviola     | Ildy Modrovich                    | 12 februari 2007  | 1 juni 2007            |
| 16  | "Broken Home"            | Sam Hill          | Barry O'Brien & Krystal Houghton  | 19 februari 2007  | 8 juni 2007            |
| 17  | "A Grizzly Murder"       | Eagle Egilsson    | Elizabeth Devine & Brian Davidson | 26 februari 2007  | 15 juni 2007           |
| 18  | "Triple Threat"          | Scott Lautanen    | Corey Miller & Sunil Nayar        | 19 maart 2007     | 7 september 2007       |
| 19  | "Bloodline"              | Carey Meyer       | John Haynes & Marc Dube           | 9 april 2007      | 14 september 2007      |
| 20  | "Rush"                   | Sam Hill          | Ildy Modrovich & Krystal Houghton | 16 april 2007     | 21 september 2007      |
| 21  | "Just Murdered"          | Eagle Egilsson    | Ty Scott                          | 23 april 2007     | 28 september 2007      |
| 22  | "Burned"                 | Anthony Hemingway | Corey Evett & Matt Partney        | 30 april 2007     | 5 oktober 2007         |
| 23  | "Kill Switch"            | Scott Lautanen    | Corey Miller & Marc Dube          | 7 mei 2007        | 12 oktober 2007        |
| 24  | "Born to Kill"           | Karen Gaviola     | Sunil Nayar & Ann Donahue         | 14 mei 2007       | 1 april 2008           |